# Décines-Charpieu
Décines-Charpieu es una comuna francesa situada en la Metrópoli de Lyon, de la región de Auvernia-Ródano-Alpes. Pertenece a la aglomeración urbana de Lyon.

## Demografía
| 406 | 503 | 620 | 735 | 832 | 769 | 860 | 984 | 976 | 1 027 | 1 082 | 1 094 | 1 106 | 1 047 | 997 | 1 085 | 1 077 | 1 220 | 1 159 | 1 062 | 1 130 | 1 618 | 3 602 | 6 942 | 6 078 | 6 445 | 7 546 | 10 931 | 15 297 | 20 031 | 22 832 | 24 564 | 24 193 | 24 952 | 25 912 | 28 602 |
| Para los censos de 1962 a 1999 la población legal corresponde a la población sin duplicidades (Fuente: INSEE [Consultar]) |     |     |     |     |     |     |     |     |       |       |       |       |       |     |       |       |       |       |       |       |       |       |       |       |       |       |        |        |        |        |        |        |        |        |        |